# دانيال دياز توريس
دانيال دياز توريس هو كاتب سيناريو ورسام ومخرج كوبي، ولد في 31 ديسمبر 1948 في هافانا في كوبا، وتوفي بنفس المكان في 16 سبتمبر 2013.

## وصلات خارجية
- دانيال دياز توريس على موقع IMDb (الإنجليزية)
- دانيال دياز توريس على موقع ألو سيني (الفرنسية)
- دانيال دياز توريس على موقع أول موفي (الإنجليزية)
- دانيال دياز توريس على موقع قاعدة بيانات الأفلام السويدية (السويدية)
- دانيال دياز توريس على موقع قاعدة بيانات الفيلم (الإنجليزية)
- دانيال دياز توريس على موقع كينوبويسك (الروسية)